# Lista de países por dívida externa

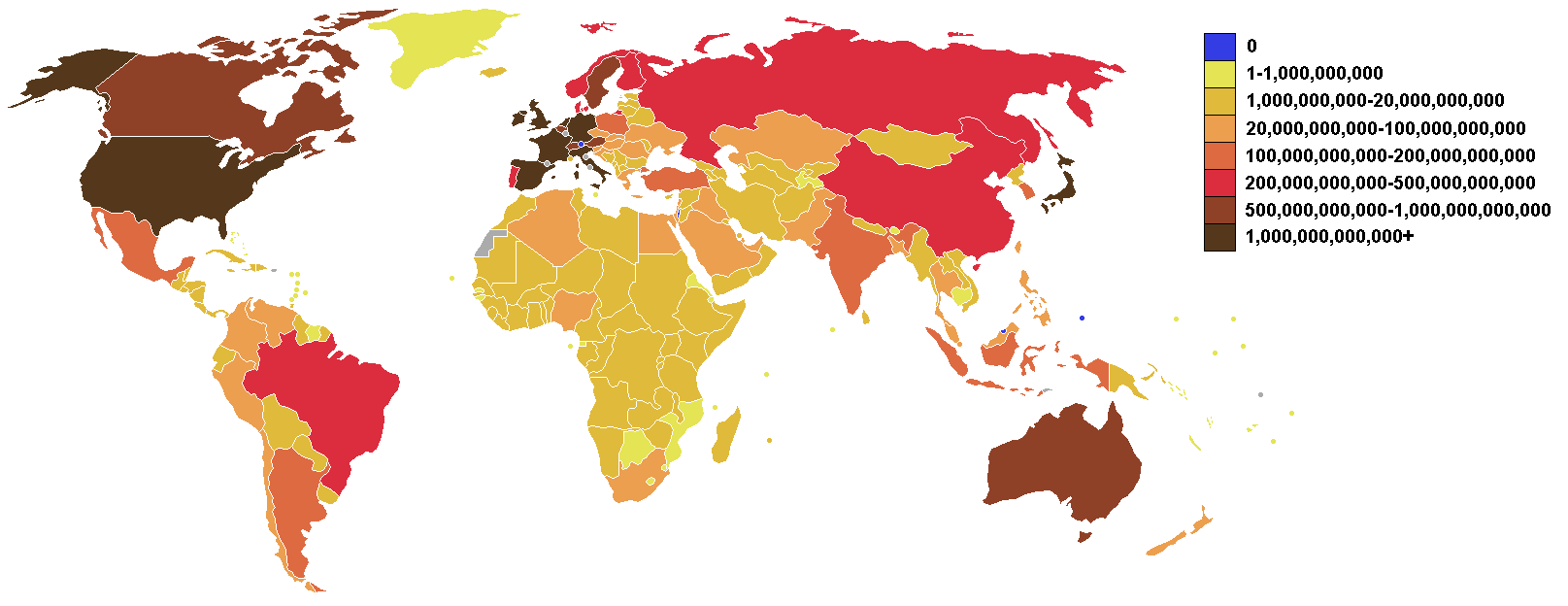
Mapa de Países por dívida externa (dados de 2005, ultrapassados)- dados do CIA World Factbook.

Esta é uma lista de países por dívida externa pública e privada total, a dívida investida por não residentes reembolsáveis em moeda estrangeira, bens ou serviços. Dívida pública é o dinheiro ou o crédito devido por qualquer nível de governo, do central para o local. Dívida privada é o dinheiro ou crédito devido por particulares ou empresas privadas sediadas no país em questão.

Para fins informativos várias entidades não estatais também estão incluídos nesta lista. Note que esta lista é a dívida bruta, e não a dívida líquida. Para a dívida líquida, ver a posição de investimento internacional líquida.
| Posição | País                      | Dívida externa< US$ | Data                          | Per capita |       |
| ------- | ------------------------- | ------------------- | ----------------------------- | ---------- | ----- |
| 1       | Estados Unidos            | 22 000 000 000 000  | 20 de fevereiro de 2019       | 58 200     | 115   |
| 2       | Reino Unido               | 8 475 956 000 000   | 31 de dezembro de 2017        | 127 000    | 313   |
| 3       | França                    | 5 689 745 000 000   | 31 de dezembro de 2017        | 87 200     | 213   |
| 4       | Alemanha                  | 5 398 267 000 000   | 31 de dezembro de 2017        | 65 600     | 141   |
| 5       | Países Baixos             | 4 510 400 000 000   | 31 de dezembro de 2017        | 265 400    | 522   |
| 6       | Luxemburgo                | 3 781 000 000 000   | 31 de dezembro de 2017        | 6 968 000  | 6 307 |
| 7       | Japão                     | 3 586 817 000 000   | 31 de dezembro de 2017        | 28 200     | 74    |
| 8       | Itália                    | 2 510 690 000 000   | 31 de dezembro de 2017        | 42 300     | 124   |
| 9       | Espanha                   | 2 259 127 000 000   | 31 de dezembro de 2017        | 48 700     | 97    |
| 10      | Canadá                    | 1 931 900 000 000   | 31 de dezembro de 2017        | 52 300     | 115   |
| 11      | China                     | 1 843 500 000 000   | 31 de março de 2018           | 1 326      | 15    |
| 12      | Suíça                     | 1 820 695 000 000   | 31 de dezembro de 2017        | 213 100    | 269   |
| 13      | Austrália                 | 1 487 720 000 000   | 30 de junho de 2017           | 60 800     | 126   |
| 14      | Singapura                 | 1 320 567 000 000   | 30 de junho de 2017           | 231 000    | 453   |
| 15      | Bélgica                   | 1 278 465 000 000   | 30 de junho de 2017           | 112 000    | 265   |
| 16      | Hong Kong                 | 108 160 806 000     | 30 de junho de 2017           | 14 820     | 35    |
| 17      | Suécia                    | 993 939 662 900     | 30 de junho de 2017           | 94 500     | 177   |
| 18      | Áustria                   | 638 340 000 000     | 30 de junho de 2017           | 73 100     | 167   |
| 19      | Noruega                   | 604 423 800 000     | 30 de junho de 2017           | 117 000    | 169   |
| 20      | Brasil                    | 556 418 000 000     | 30 de setembro de 2017        | 3 200      | 30    |
| 21      | Rússia                    | 537 458 000 000     | 30 de setembro de 2017        | 3 700      | 40    |
| 22      | Índia                     | 529 000 000 000     | 29 de junho de 2018           | 380        | 18    |
| 23      | Dinamarca                 | 491 617 000 000     | 30 de junho de 2017           | 85 700     | 163   |
| 24      | Finlândia                 | 483 369 000 000     | 30 de junho de 2017           | 87 500     | 196   |
| 25      | Grécia                    | 476 997 000 000     | 31 de dezembro de 2017        | 42 800     | 228   |
| 26      | Turquia                   | 453 207 000 000     | 31 de dezembro de 2017        | 5 500      | 53    |
| 27      | Portugal                  | 447 022 000 000     | 30 de junho de 2017           | 43 300     | 216   |
| 28      | México                    | 437 367 000 000     | 31 de dezembro de 2017        | 3 300      | 38    |
| 29      | Coreia do Sul             | 407 341 000 000     | 30 de junho de 2017           | 7 500      | 27    |
| 30      | Polônia                   | 363 658 000 000     | 30 de junho de 2017           | 9 500      | 70    |
| 31      | Indonésia                 | 335 289 000 000     | 30 de junho de 2017           | 1 300      | 34    |
| 32      | Malásia                   | 227 844 500 000     | 31 de março de 2018           | 6 800      | 75    |
| 33      | Irlanda                   | 227 600 000 000     | 31 de dezembro de 2017        | 49 000     | 64    |
| 34      | Emirados Árabes Unidos    | 220 400 000 000     | 31 de dezembro de 2016 (est.) | 23 500     | 59    |
| 35      | Arábia Saudita            | 200 900 000 000     | 31 de dezembro de 2016 (est.) | 6 100      | 31    |
| 36      | Argentina                 | 363 117 000 000     | 31 de dezembro de 2017        | 8 280      | 66    |
| 37      | Maurício                  | 199 710 000 000     | 30 de junho de 2018           | 148 000    | 1 536 |
| 38      | Taiwan                    | 199 051 000 000     | 30 de junho de 2018           | 7 400      | 33    |
| 39      | Nova Zelândia             | 198 815 000 000     | 31 de março de 2018           | 40 300     | 100   |
| 40      | Chile                     | 183 294 300 000     | 31 May 2018                   | 9 000      | 66    |
| —       | Porto Rico                | 167 400 000 000     | 31 January 2015 (est.)        | 47 800     | 164   |
| 41      | Cazaquistão               | 165 501 000 000     | 31 de março de 2017           | 9 100      | 117   |
| 42      | Qatar                     | 159 200 000 000     | 31 de dezembro de 2016 (est.) | 68 100     | 102   |
| 43      | Tailândia                 | 149 429 550 000     | 31 de dezembro de 2017        | 2 170      | 33    |
| 44      | Hungria                   | 148 024 000 000     | 30 de junho de 2017           | 15 000     | 121   |
| 45      | África do Sul             | 142 833 000 000     | 31 de dezembro de 2016        | 2 600      | 48    |
| 46      | República Tcheca          | 137 606 000 000     | 31 de dezembro de 2016        | 13 000     | 70    |
| 47      | Colômbia                  | 121 097 200 000     | 31 January 2017               | 2 500      | 43    |
| 48      | Chipre                    | 119 672 000 000     | 30 de junho de 2017           | 97 200     | 597   |
| 49      | Ucrânia                   | 114 836 000 000     | 30 de junho de 2017           | 2 600      | 122   |
| 50      | Venezuela                 | 110 878 000 000     | 30 de setembro de 2015        | 3 500      | 23    |
| 51      | Romênia                   | 108 880 000 000     | 31 July 2017                  | 5 100      | 55    |
| 53      | Malta                     | 96 251 300 000      | 30 de junho de 2017           | 223 000    | 879   |
| 52      | Paquistão                 | 105 841 000 000     | 31 Mar 2019                   | 380        | 36    |
| 54      | Israel                    | 89 438 400 000      | 30 de junho de 2017           | 10 700     | 26    |
| 55      | Eslováquia                | 86 630 000 000      | 30 de junho de 2017           | 15 900     | 91    |
| 56      | Peru                      | 74 651 200 000      | 31 de dezembro de 2016        | 2 300      | 38    |
| 57      | Filipinas                 | 72 493 000 000      | 30 de junho de 2017           | 720        | 25    |
| 58      | Iraque                    | 68 010 000 000      | 31 de dezembro de 2016 (est.) | 1 800      | 44    |
| 59      | Egito                     | 67 322 600 000      | 31 de dezembro de 2016        | 700        | 41    |
| 61      | Vietnã                    | 50 937 700 000      | 31 de dezembro de 2015        | 500        | 26    |
| 60      | Eslovênia                 | 49 950 000 000      | 30 de junho de 2017           | 24 000     | 109   |
| 61      | Marrocos                  | 48 830 300 000      | 30 de junho de 2017           | 1 400      | 44    |
| 62      | Kuwait                    | 47 890 000 000      | 31 de dezembro de 2016 (est.) | 11 700     | 43    |
| 63      | Sri Lanka                 | 46 585 700 000      | 31 de dezembro de 2016        | 2 200      | 59    |
| 64      | Croácia                   | 46 084 700 000      | 30 de junho de 2017           | 10 700     | 87    |
| 65      | Sudão                     | 45 000 000 000      | 31 de dezembro de 2015        | 1 100      | 47    |
| 66      | Letônia                   | 41 147 000 000      | 30 de junho de 2017           | 21 200     | 147   |
| 67      | Bulgária                  | 40 419 000 000      | 31 January 2018               | 5 700      | 66    |
| 68      | Belarus                   | 38 975 000 000      | 30 de junho de 2017           | 4 000      | 83    |
| 69      | Angola                    | 37 700 000 000      | 31 de dezembro de 2016 (est.) | 1 400      | 41    |
| 70      | Ecuador                   | 36 747 200 000      | 31 August 2017                | 2 100      | 35    |
| 71      | Lituânia                  | 36 427 700 000      | 30 de junho de 2017           | 12 700     | 86    |
| 72      | Sérvia                    | 27 954 000 000      | 30 de junho de 2017           | 3 200      | 78    |
| 73      | Líbano                    | 27 796 000 000      | 31 de dezembro de 2016        | 4 600      | 54    |
| 74      | Jordânia                  | 27 756 400 000      | 30 de junho de 2017           | 3 400      | 30    |
| 75      | Cuba                      | 26 320 000 000      | 31 de dezembro de 2016 (est.) | 2 300      | 34    |
| 76      | Uruguai                   | 26 149 200 000      | 31 de dezembro de 2016        | 7 600      | 50    |
| 77      | República Dominicana      | 26 050 000 000      | 31 de dezembro de 2016 (est.) | 2 400      | 36    |
| 78      | Bangladesh                | 25 963 000 000      | 30 de junho de 2016           | 160        | 12    |
| 79      | Mongólia                  | 25 215 000 000      | 30 de junho de 2017           | 7 800      | 186   |
| 80      | Tunísia                   | 25 124 700 000      | 31 de dezembro de 2012        | 2 200      | 56    |
| 81      | Costa Rica                | 24 910 000 000      | 31 de dezembro de 2016 (est.) | 5 100      | 43    |
| 82      | Islândia                  | 24 390 600 000      | 30 de junho de 2017           | 72 700     | 118   |
| 83      | Etiópia                   | 22 490 000 000      | 31 de dezembro de 2016 (est.) | 220        | 32    |
| 84      | Quênia                    | 22 171 900 000      | 30 de junho de 2017           | 370        | 26    |
| 85      | Papua Nova-Guiné          | 22 040 000 000      | 31 de dezembro de 2016 (est.) | 2 800      | 111   |
| 86      | Trinidad e Tobago         | 21 532 100 000      | 31 de dezembro de 2016        | 15 700     | 76    |
| 87      | Gana                      | 21 170 000 000      | 31 de dezembro de 2016 (est.) | 700        | 50    |
| 88      | Bahrain                   | 21 160 000 000      | 31 de dezembro de 2016 (est.) | 14 900     | 66    |
| 89      | Omã                       | 20 850 000 000      | 31 de dezembro de 2016 (est.) | 4 400      | 35    |
| 90      | Estônia                   | 20 525 100 000      | 31 de dezembro de 2016        | 15 700     | 91    |
| 91      | Guatemala                 | 19 090 000 000      | 31 de dezembro de 2016 (est.) | 1 100      | 28    |
| 92      | Palau                     | 18 380 000 000      | 31 de dezembro de 2014 (est.) | 846 000    | 6 209 |
| 93      | Panamá                    | 18 341 000 000      | 28 February 2018              | 4 400      | 30    |
| 94      | Bahamas                   | 17 560 000 000      | 31 de dezembro de 2013 (est.) | 44 200     | 194   |
| 95      | Jamaica                   | 16 760 000 000      | 31 de dezembro de 2016 (est.) | 6 000      | 122   |
| 96      | Mônaco                    | 16 500 000 000      | 30 de junho de 2010 (est.)    | 434 000    | 240   |
| 97      | Geórgia                   | 16 416 500 000      | 30 de junho de 2017           | 3 900      | 108   |
| 98      | Paraguai                  | 16 122 400 000      | 31 de dezembro de 2016        | 2 400      | 58    |
| 99      | Tanzânia                  | 15 890 000 000      | 31 de dezembro de 2016 (est.) | 280        | 34    |
| 100     | Uzbequistão               | 15 750 000 000      | 31 de dezembro de 2016 (est.) | 500        | 24    |
| 101     | Nigéria                   | 15 047 000 000      | 30 de junho de 2017           | 60         | 3     |
| 102     | El Salvador               | 14 900 000 000      | 31 de dezembro de 2016 (est.) | 2 400      | 56    |
| 103     | Laos                      | 11 980 000 000      | 31 de dezembro de 2016 (est.) | 1 700      | 87    |
| 104     | Nicarágua                 | 11 100 000 000      | 31 de dezembro de 2016 (est.) | 1 800      | 83    |
| 105     | Zimbábue                  | 10 900 000 000      | 31 de dezembro de 2016 (est.) | 670        | 77    |
| 106     | Armênia                   | 10 044 000 000      | 30 de junho de 2017           | 3 300      | 94    |
| 107     | Costa do Marfim           | 10 028 100 000      | 31 de dezembro de 2015        | 420        | 28    |
| 108     | Camboja                   | 9 824 400 000       | 31 de dezembro de 2016        | 600        | 49    |
| 109     | Moçambique                | 9 554 000 000       | 31 de dezembro de 2016 (est.) | 320        | 79    |
| 110     | Zâmbia                    | 9 270 000 000       | 31 de dezembro de 2016 (est.) | 540        | 45    |
| 111     | Albânia                   | 8 631 500 000       | 30 de junho de 2017           | 2 900      | 73    |
| 112     | Honduras                  | 8 042 000 000       | 31 de dezembro de 2016 (est.) | 1 000      | 38    |
| 113     | Quirguistão               | 7 866 800 000       | 31 de dezembro de 2016        | 1 300      | 120   |
| 114     | Macedônia do Norte        | 7 645 500 000       | 31 de dezembro de 2016        | 3 700      | 74    |
| 115     | Camarões                  | 7 375 000 000       | 31 de dezembro de 2016 (est.) | 300        | 24    |
| 116     | Iêmen                     | 7 191 500 000       | 31 January 2015               | 260        | 21    |
| 117     | Irã                       | 7 116 000 000       | 31 de dezembro de 2016 (est.) | 90         | 2     |
| 118     | Azerbaijão                | 6 913 200 000       | 31 de dezembro de 2016        | 1 300      | 20    |
| 119     | Moldávia                  | 6 594 700 000       | 31 de dezembro de 2016        | 1 600      | 98    |
| 120     | Namíbia                   | 6 515 000 000       | 31 de dezembro de 2016 (est.) | 2 500      | 64    |
| 121     | Myanmar                   | 6 401 200 000       | 31 de dezembro de 2015        | 120        | 17    |
| 122     | Bolívia                   | 6 340 800 000       | 31 de dezembro de 2015        | 600        | 19    |
| 123     | Uganda                    | 6 241 000 000       | 31 de dezembro de 2016 (est.) | 150        | 24    |
| 124     | Senegal                   | 6 186 000 000       | 31 de dezembro de 2016 (est.) | 390        | 42    |
| 125     | Síria                     | 5 918 000 000       | 31 de dezembro de 2016 (est.) | 300        | 24    |
| 126     | Congo-Kinshasa            | 5 331 000 000       | 31 de dezembro de 2016 (est.) | 70         | 13    |
| 127     | Gabão                     | 5 158 000 000       | 31 de dezembro de 2016 (est.) | 2 900      | 35    |
| 128     | Coreia do Norte           | 5 000 000 000       | 2013 (est.)                   | 200        | 18    |
| 129     | Congo-Brazzaville         | 4 817 000 000       | 31 de dezembro de 2016 (est.) | 1 000      | 55    |
| 130     | Bósnia                    | 4 716 600 000       | 30 de junho de 2017           | 1 300      | 31    |
| 131     | Barbados                  | 4 490 000 000       | 2010 (est.)                   | 15 700     | 100   |
| 132     | Madagascar                | 4 007 000 000       | 31 de dezembro de 2016 (est.) | 160        | 41    |
| 133     | Mali                      | 3 626 000 000       | 31 de dezembro de 2016 (est.) | 200        | 26    |
| 134     | Mauritânia                | 3 585 000 000       | 31 de dezembro de 2016 (est.) | 840        | 76    |
| 135     | Líbia                     | 3 531 000 000       | 31 de dezembro de 2016 (est.) | 550        | 9     |
| 136     | Nepal                     | 3 450 200 000       | 31 July 2015                  | 120        | 16    |
| 137     | Argélia                   | 3 139 000 000       | 30 de junho de 2016           | 80         | 2     |
| 138     | Burkina Faso              | 3 092 000 000       | 31 de dezembro de 2016 (est.) | 160        | 26    |
| 139     | Somália                   | 3 054 000 000       | 31 de dezembro de 2013 (est.) | 270        | 52    |
| 140     | Níger                     | 2 729 000 000       | 31 de dezembro de 2016 (est.) | 130        | 36    |
| 141     | Montenegro                | 2 640 000 000       | 30 de junho de 2018           | 4 260      | 60    |
| 142     | Seychelles                | 2 552 000 000       | 31 de dezembro de 2016 (est.) | 26 200     | 180   |
| 143     | Ruanda                    | 2 442 000 000       | 31 de dezembro de 2016 (est.) | 200        | 29    |
| —       | Bermuda                   | 2 435 000 000       | 2015 (est.)                   | 39 700     | 47    |
| —       | Kosovo                    | 2 389 700 000       | 30 de junho de 2017           | 1 200      | 34    |
| 144     | Benim                     | 2 340 000 000       | 31 de dezembro de 2016 (est.) | 200        | 26    |
| 145     | Tadjiquistão              | 2 274 100 000       | 31 de dezembro de 2016        | 260        | 35    |
| 146     | Butão                     | 2 261 000 000       | 31 de dezembro de 2016 (est.) | 2 900      | 108   |
| 147     | Haiti                     | 2 022 000 000       | 31 de dezembro de 2016 (est.) | 180        | 24    |
| 148     | Malawi                    | 1 921 000 000       | 31 de dezembro de 2016 (est.) | 100        | 35    |
| 149     | Chade                     | 1 875 000 000       | 31 de dezembro de 2016 (est.) | 130        | 18    |
| 150     | Botsuana                  | 1 685 400 000       | 31 de março de 2017           | 720        | 10    |
| —       | Palestina                 | 1 662 000 000       | 31 de março de 2016 (est.)    | 340        | 17    |
| 151     | Cabo Verde                | 1 660 000 000       | 31 de dezembro de 2016 (est.) | 3 100      | 99    |
| 152     | Serra Leoa                | 1 561 000 000       | 31 de dezembro de 2016 (est.) | 230        | 36    |
| 153     | Guiné Equatorial          | 1 364 000 000       | 31 de dezembro de 2016 (est.) | 1 500      | 12    |
| 154     | Djibouti                  | 1 339 000 000       | 31 de dezembro de 2016 (est.) | 1 500      | 71    |
| 155     | Guiné                     | 1 332 000 000       | 31 de dezembro de 2016 (est.) | 100        | 20    |
| 156     | Belize                    | 1 327 000 000       | 31 de dezembro de 2016 (est.) | 3 500      | 75    |
| 157     | Afeganistão               | 1 280 000 000       | FY-2010/11                    | 40         | 7     |
| 158     | Suriname                  | 1 235 000 000       | 31 de dezembro de 2016 (est.) | 2 200      | 30    |
| 159     | Togo                      | 1 173 000 000       | 31 de dezembro de 2016 (est.) | 150        | 26    |
| 160     | Guiana                    | 1 143 000 000       | 31 de dezembro de 2015        | 1 500      | 36    |
| 161     | Libéria                   | 1 111 000 000       | 31 de dezembro de 2016 (est.) | 230        | 51    |
| 162     | Guiné-Bissau              | 1 095 000 000       | 31 de dezembro de 2010 (est.) | 570        | 94    |
| 163     | Lesoto                    | 948 800 000         | 31 de dezembro de 2016 (est.) | 430        | 53    |
| —       | Ilhas Faroé               | 888 800 000         | 2010                          | 18 400     | 38    |
| 164     | Fiji                      | 833 400 000         | 31 de dezembro de 2016 (est.) | 900        | 18    |
| 165     | Eritreia                  | 820 200 000         | 31 de dezembro de 2016 (est.) | 150        | 15    |
| 166     | Maldivas                  | 741 600 000         | 2014 (est.)                   | 2 000      | 23    |
| 167     | Burundi                   | 705 200 000         | 31 de dezembro de 2016 (est.) | 60         | 26    |
| —       | Aruba                     | 693 200 000         | 31 de dezembro de 2014 (est.) | 6 600      | 28    |
| 168     | República Centro-Africana | 686 900 000         | 31 de dezembro de 2016 (est.) | 130        | 39    |
| 169     | Granada                   | 679 000 000         | 2013 (est.)                   | 6 300      | 66    |
| 170     | Gâmbia                    | 541 800 000         | 31 de dezembro de 2016 (est.) | 260        | 61    |
| 171     | Santa Lúcia               | 513 200 000         | 31 de dezembro de 2016 (est.) | 2 700      | 36    |
| 172     | Turcomenistão             | 502 800 000         | 31 de dezembro de 2016 (est.) | 90         | 1     |
| 173     | Ilhas Salomão             | 491 500 000         | 31 de dezembro de 2013 (est.) | 800        | 40    |
| 174     | Essuatíni                 | 470 500 000         | 31 de dezembro de 2016 (est.) | 360        | 14    |
| 175     | Samoa                     | 447 200 000         | 31 de dezembro de 2013 (est.) | 2 300      | 51    |
| 176     | Antígua e Barbuda         | 441 200 000         | 31 de dezembro de 2012        | 4 700      | 34    |
| 177     | São Vicente e Granadinas  | 321 100 000         | 31 de dezembro de 2016 (est.) | 2 900      | 42    |
| 178     | Timor-Leste               | 311 500 000         | 31 de dezembro de 2014 (est.) | 250        | 12    |
| 179     | Dominica                  | 288 600 000         | 31 de dezembro de 2016 (est.) | 3 900      | 55    |
| —       | Ilhas Cook                | 281 200 000         | 31 de dezembro de 2011        | 13 400     | 23    |
| 180     | São Tomé e Príncipe       | 236 500 000         | 31 de dezembro de 2016 (est.) | 1 200      | 67    |
| 181     | Tonga                     | 233 100 000         | 31 de dezembro de 2016 (est.) | 2 200      | 54    |
| 182     | Vanuatu                   | 208 100 000         | 31 de dezembro de 2016 (est.) | 750        | 27    |
| 183     | São Cristóvão e Névis     | 187 500 000         | 31 de dezembro de 2016 (est.) | 3 300      | 20    |
| 184     | Comoros                   | 133 300 000         | 31 de dezembro de 2016 (est.) | 160        | 21    |
| —       | Nova Caledônia            | 112 000 000         | 31 de dezembro de 2013 (est.) | 420        | 1     |
| 185     | Ilhas Marshall            | 97 960 000          | 2013 (est.)                   | 1 800      | 52    |
| 186     | Micronésia                | 93 600 000          | 2013 (est.)                   | 900        | 29    |
| —       | Ilhas Cayman              | 79 000 000          | 1998 (est.)                   | 2 100      | 7     |
| —       | Groenlândia               | 36 400 000          | 2010                          | 650        | 2     |
| 187     | Nauru                     | 33 300 000          | 2004 (est.)                   | 3 200      | 22    |
| —       | Ilhas Virgens Britânicas  | 17 670 000          | 31 de dezembro de 2016        | 570        | 2     |
| 188     | Kiribati                  | 13 600 000          | 2013 (est.)                   | 120        | 8     |
| —       | Anguilla                  | 8 800 000           | 1998                          | 590        | 5     |
| —       | Wallis e Futuna           | 3 670 000           | 2004                          | 280        | 6     |
| —       | Montserrat                | 1 040 000           | 31 de dezembro de 2011        | 200        | 2     |
| 189     | Brunei                    | 0                   | 2014                          | 0          | 0     |
| 190     | Liechtenstein             | 0                   | 2001                          | 0          | 0     |
| —       | Macau                     | 0                   | 31 de dezembro de 2013        | 0          | 0     |
| —       | Niue                      | 0                   | 27 de outubro de 2016         | 0          | 0     |
| 191     | Andorra                   |                     | N/A                           |            |       |
| 192     | San Marino                | 352 000 000         | 2016                          | 10 604     | 22,5  |
| 193     | Sudão do Sul              |                     | N/A                           |            |       |
| 194     | Tuvalu                    |                     | N/A                           |            |       |